# Klan (EP)
Klan – debiutancka EP-ka polskiego zespołu rockowego Klan, wydana w 1970 roku. Materiał został kilkakrotnie wydany na CD wraz z reedycjami albumu Mrowisko.

## Lista utworów
Strona A:
1. Gdzie jest człowiek (M. Ałaszewski – M. Skolarski)
2. Z brzytwą na poziomki (M. Ałaszewski – M. Ałaszewski)

Strona B:
1. Nie sadźcie rajskich jabłoni (M. Ałaszewski – M. Ałaszewski)
2. Automaty (M. Ałaszewski – Klan)

## Skład
- Marek Ałaszewski – śpiew, gitara
- Roman Pawelski – gitara basowa
- Maciej Głuszkiewicz – fortepian, organy
- Andrzej Poniatowski – perkusja
- Ewald Guyski – projekt graficzny